# Spirofilidae
Famille
Synonymes
- Atractidae,
- Chaetospiridae,
- Chaetospirina,
- Chaetospirinae,
- Chaetospiroidea,
- Hypotrichidiidae,
- Microspirettidae,
- Spiretellidae,
- Spirofilopsidae,
- Stichotrichinae,
- Strongylidae,
- Strongylidiidae,
- Strongylidiinae,
- Strongylidioidea[1].

Les Spirofilidae sont une famille de Ciliés de la classe des Hypotrichea et de l’ordre des Stichotrichida.

## Étymologie
Le nom de la famille vient du genre type Spirofilum, de spiro-, spire, et -filum, filament, en référence aux « rangées de cirres disposées en spirale » observées sur le corps cellulaire de ce protiste.

## Description
Kahl (1932)

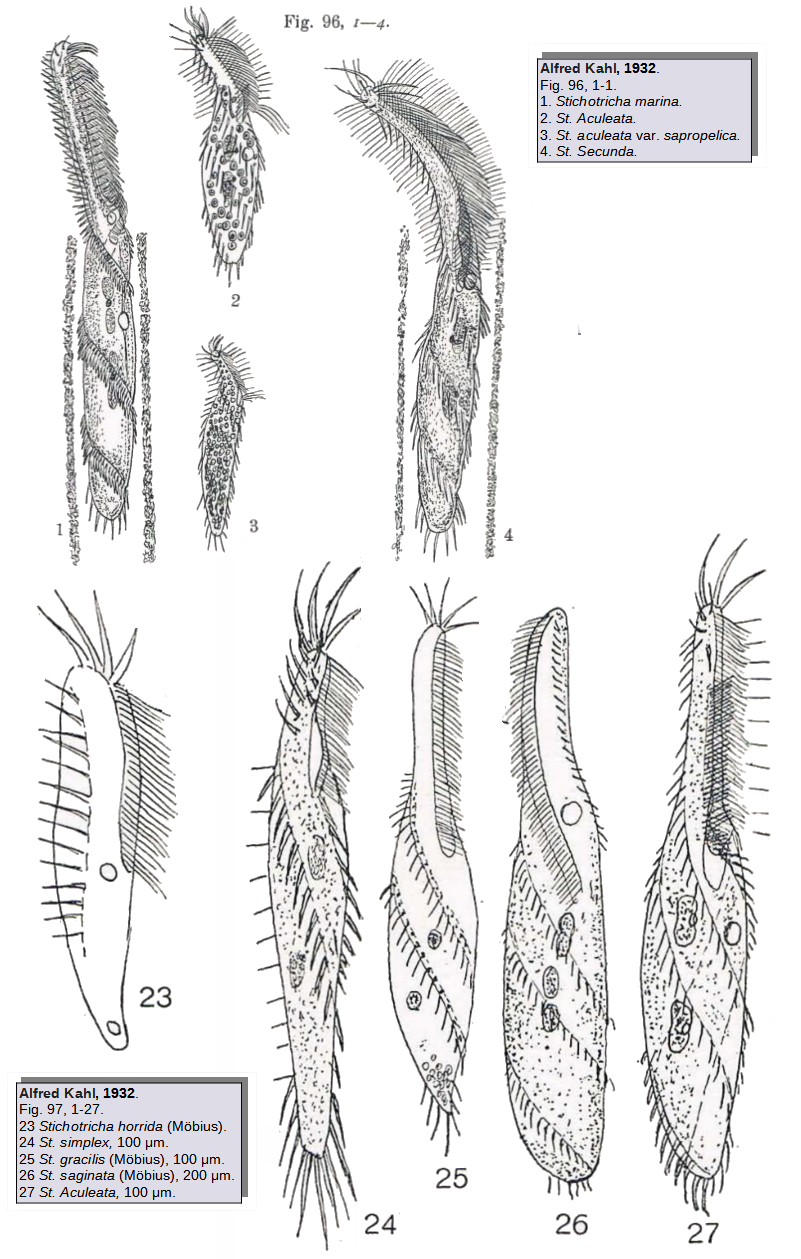
Divers Stichotricha (d'après A. Kahl, 1932) : Planche 33.

Selon Kahl, Stichotricha est un cilié de taille moyenne, ovale ou fusiforme très élancé (rond ou finement acuminé à l'arrière, et à bout émoussé). Le péristome se rétrécit comme un cou, mais ne se dilate pas en une bande longue et étroite.
Chez trois des espèces (S. marina, S. secunda et S. aculeata) il y a une longue rangée de cils ou de cirres près du bord droit du péristome. Toutes les espèces ont trois rangées de soies dorsales, qui sont très hautes sur le « cou » (la partie rétrécie) chez les formes d'eau douce, mais deviennent plus courtes derrière la bouche.
Le péristome est situé sur le côté gauche du « cou », il présente une zone membranaire épaisse dont les composants sont souvent reliés en drapeau. À l'extrémité frontale, il y a généralement trois membranes libres, longues et larges. La partie la plus à droite de cette membrane est souvent en forme d'épine ; incurvée et saillante en position de repos, elle est utilisée comme organe tactile.
On observe une vacuole contractile à la base du péristome. Le noyau se compose généralement de deux parties ovales.
En nageant, il virevolte comme une hélice ; au repos, il a tendance à se retirer à reculons pour s'enfouir dans des amas de détritus.
La plupart des espèces peuvent excréter des tubes gélatineux simples qui ne sont pas des loges.
Lynn (2010)
Pour Lynn, les Spirofilidae ont une taille, petite (< 80 µm) à moyenne (de 80 à 200 µm). Ils ont des formes variées : certains en forme de queue, d'autres plus allongées à leur extrémité antérieure. Certains nagent librement, d'autres ont une lorica. Leur ciliature  somatique ventrale se présente sous la forme de cirres ventraux discrets en files courbées ou en spirales disposées obliquement autour du corps ;  certaines se terminant sur la surface dorsale. Des cirres transversaux et caudaux sont présents sur certaines espèces, absents sur d'autres. La ciliature somatique dorsale se présente sous la forme de plusieurs files dorsales de poils de dikinétides en « bande dorsale » s'enroulant en hélice autour du corps. La zone adorale est peu proéminente avec une ciliature buccale typiquement parorale et endorale. Leur macronoyau est globulaire à ellipsoïde, composé de un à plusieurs nodules. Micronoyau et vacuole contractile sont présents. Un cytoprocte est probablement présent. Ils se nourrissant de bactéries, d'algues et de petits protistes.

## Habitat
Les espèces de cette famille vivent dans tous types d'habitats : marins, saumâtres, limnétiques et terrestres, notamment dans le thalle gélatineux d’algues vertes du genre Chaetophora.

## Liste des genres
Selon GBIF (15 mars 2023) :
- Kahliella Corliss, 1960
- Metastrongylidium
- Microspiretta Jankowski, 1975
- Parastrongylidium Fleury & Fryd-Versavel, 1985
- Pelagotrichidium Yankovskij, 1978
- Peritromoides Bhatia, 1936
- Plesiotricha Dragesco, 1970
- Schizosiphon Kent, 1882
- Spiretella Borror, 1972
- Spirofilum Gelei, 1929 genre type
  - Genre synonyme : Hypotrichidium Ilowaisky, 1921
  - Espèce type : Spirofilum tisiae Gelei, 1929
- Stichoticha ⇔ Stichotricha
- Stichotricha Perty, 1849
- Uroleptapsis Dragesco, 1970
- Urospinula Corliss, 1960
- Urostrongylum Kahl, 1932

Selon Lynn (2010) :
- Atractos Vörösváry, 1950
- Chaetospira Lachmann, 1856
- Hypotrichidium Ilowaisky, 1921
- Microspiretta Jankowski, 1975
- Mucotrichidium Foissner, Oleksiv, & Müller, 1990
- Parastrongylidium Fleury & Fryd-Versavel, 1985
- Pelagotrichidium Jankowski, 1978
- Planitrichidium Jankowski, 1979 [nomen nudum]
- Spirofilopsis Corliss, 1960
- Stichotricha Perty, 1849
- Strongylidium Sterki, 1878
- Urostrongylum Kahl, 1932

Incertae sedis dans la famille des Spirofilidae
- Kahliela Tucolesco, 1962

Incertae sedis dans l'ordre des Stichotrichida
- Balladinopsis Ghosh, 1921 nomen dubium
- Klonostricha Jankowski, 1979
- Psilotrix Gourret & Roeser, 1888
- Stylonethes Sterki, 1878 [nomen dubium]

## Systématique
Le nom valide de ce taxon est Spirofilidae von Gelei, 1929.